# Raymond Buckley
Raymond "Ray" Buckley (sinh năm 1959) là một chính khách người Mỹ đến từ bang New Hampshire hiện đang giữ chức chủ tịch Đảng Dân chủ New Hampshire. Buckley trước đây từng là Chủ tịch Hiệp hội các Chủ tịch Dân chủ Nhà nước, và là Phó Chủ tịch Ủy ban Quốc gia Dân chủ. Vào ngày 21 tháng 12 năm 2016, ông tuyên bố ứng cử vào vị trí Chủ tịch của DNC trong cuộc bầu cử chủ tịch. Ông đã rút đơn ứng cử vào ngày 18 tháng 2 năm 2017.
Ông là thành viên của phái đoàn New Hampshire tới Ủy ban Quốc gia Dân chủ, và từng là chủ tịch của khu vực phía đông của Ủy ban Quốc gia Dân chủ từ năm 2001 đến 2009. Ông cũng là giám đốc của NH Thượng viện Dân chủ, và từ năm 1998 đến 2007 giữ chức Chủ tịch Dân chủ Thành phố cho Manchester. Kể từ ngày 25 tháng 3 năm 2007, ông là chủ tịch của Đảng Dân chủ New Hampshire. Buckley được bầu lại vào năm 2009, 2011, 2013, 2015, 2017 và 2019.
Buckley đã phục vụ 8 nhiệm kỳ (1986–2004) với tư cách là thành viên của Hạ viện New Hampshire nơi ông đại diện cho miền nam Manchester, và phục vụ như một Người đứng đầu Đảng trong cơ quan đó. Ông là đại biểu cho Hội nghị Quốc gia Dân chủ từ New Hampshire năm 1988, 1996, 2000, 2004 và 2008. Ông từng là phó chủ tịch của Đảng Dân chủ New Hampshire từ năm 1999 đến tháng 3 năm 2007, khi ông được bầu làm chủ tịch.

## Đời tư
Raymond Buckley sinh ra ở Keene, New Hampshire vào năm 1959, và là con cả trong chín anh chị em và anh chị em cùng cha khác mẹ. Cha mẹ ông thường xuyên di chuyển để tìm việc làm, và Raymond đã theo học một trường khác nhau cho mỗi lớp cho đến lớp chín. Cha mẹ ông ly dị vào năm 1972. Đến năm trung học, gia đình ông định cư ở Canterbury, nơi ông 14 tuổi, ông làm Chủ tịch Đảng Dân chủ của thị trấn (do còn trẻ, mẹ ông giữ chức vụ chính thức). Ông dự định học đại học sau khi tốt nghiệp trung học, nhưng thiếu tài chính, ông chấp nhận lời mời làm việc cho Chủ tịch Dân chủ Nhà nước lúc đó Joanne Symons. Ông đã là một chính khách chuyên nghiệp kể từ đó.
Buckley là người đồng tính công khai và vấp phải sự phản đối về xu hướng của ông từ cuộc bầu cử đầu tiên vào Nhà nước năm 1986. Trước cuộc bầu cử đó, ông đã giúp thành lập Liên minh Công dân New Hampshire vì Quyền của Người đồng tính nam và Đồng tính nữ. Về khả năng tính dục của chính mình, Buckley đã nói "Bạn không thể khiến tôi thẳng thắn, vì vậy hãy vượt qua nó."